# 小野田町 (山口県)
小野田町（おのだちょう）は山口県西部、厚狭郡に属していた町。現在の山陽小野田市南東部、小野田線沿線にあたる。本項では町制前の名称である須恵村（すえむら）についても述べる。

## 地理
- 河川：有帆川
- 海洋：周防灘

## 歴史
- 1889年（明治22年）4月1日 - 町村制の施行により、西須恵村が単独で自治体を形成して須恵村が発足。
- 1920年（大正9年）4月3日 - 須恵村が町制施行・改称して小野田町となる。
- 1940年（昭和15年）11月3日 - 高千帆町と合併して小野田市が発足。同日小野田町廃止。

## 交通

### 鉄道路線
- 小野田鉄道
  - 小野田鉄道線（現・小野田線）
    - 目出駅 - 南中川停留場（現・南中川駅） - 横町停留場 - セメント町駅（現・小野田港駅）
- 宇部電気鉄道
  - 宇部電気鉄道線（現小野田線支線）
    - 雀田駅 - 療養所停留場 - 子持御前停留場 - 本山駅（現・長門本山駅）

山陽本線・小野田線の小野田駅は高千帆町に所在。小野田線雀田駅 - 小野田港駅間と小野田線支線の浜河内駅は未開業。セメント町駅は小野田港駅に改称されたが、現在の駅は雀田駅 - 小野田港駅間の開業時に現在地に移転しているため、現在の南小野田駅に相当する。

### 港湾
- 小野田港